# Prospalta caerulea
Prospalta caerulea là một loài bướm đêm trong họ Noctuidae.